# 진주시 (1950년 선거구)
진주시는 대한민국의 옛 국회의원 선거구이다. 당시 경상남도 진주시 지역을 관할했다.

## 역사
1949년 8월, 진주부가 진주시로 개칭되었다. 이에 제2대 국회의원 선거를 앞두고 진주부 선거구가 진주시 선거구가 개편되었다.
제6대 국회의원 선거를 앞두고 진양군 선거구와 통합되면서 진주시·진양군 선거구를 이루게 됨에 따라 폐지되었다.

## 역대 국회의원
| 선거   | 정당 | 정당   | 의원   |
| ------ | ---- | ------ | ------ |
| 1950년 |      | 무소속 | 류덕천 |
| 1954년 |      | 무소속 | 서인홍 |
| 1958년 |      | 민주당 | 김용진 |
| 1960년 |      | 민주당 | 김용진 |

## 역대 선거 결과

### 대한민국 제2대 국회의원 선거
|  | 28.85% |

|  | 15.36% |

|  | 9.17% |

|  | 8.11% |

|  | 7.50% |

|  | 5.97% |

|  | 4.45% |

|  | 3.98% |

|  | 3.51% |

|  | 3.19% |

|  | 2.62% |

|  | 2.17% |

|  | 2.13% |

|  | 1.81% |

|  | 1.12% |

|  | 0% |

### 대한민국 제3대 국회의원 선거
|  | 18.84% |

|  | 15.34% |

|  | 13.29% |

|  | 12.07% |

|  | 11.54% |

|  | 10.01% |

|  | 9.85% |

|  | 5.91% |

|  | 1.94% |

|  | 1.17% |

|  | 0% |

|  | 0% |

### 대한민국 제4대 국회의원 선거
|  | 55.47% |

|  | 36.08% |

|  | 8.44% |

|  | 0% |

### 대한민국 제5대 국회의원 선거
|  | 55.79% |

|  | 23.48% |

|  | 11.75% |

|  | 4.31% |

|  | 3.06% |

|  | 1.58% |